# Valle di Rio Fiume
Valle di Rio Fiume este o arie protejată (arie specială de conservare — SAC, sit de importanță comunitară — SCI) din Italia întinsă pe o suprafață de 908 ha, integral pe uscat.

## Localizare
Centrul sitului Valle di Rio Fiume este situat la coordonatele 42°04′53″N 11°58′01″E / 42.081389°N 11.966944°E.

## Înființare
Situl Valle di Rio Fiume a fost declarat sit de importanță comunitară în iunie 1995 pentru a proteja 20 de specii de animale. Situl a fost protejat și ca arie specială de conservare în decembrie 2016.

## Biodiversitate
Situată în ecoregiunea mediteraneană, aria protejată conține 2 habitate naturale: Râuri mediteraneene cu debit intermitent, cu specii de Paspalo-Agrostidion, Matorral arborescenți cu Laurus nobilis.
La baza desemnării sitului se află mai multe specii protejate:
- păsări (12): pescăruș albastru (Alcedo atthis), caprimulg (Caprimulgus europaeus), rândunică roșcată (Cecropis daurica),  prundaș gulerat mic (Charadrius dubius), șerpar (Circaetus gallicus), erete cenușiu (Circus pygargus), dumbrăveancă (Coracias garrulus), sfrâncioc roșiatic (Lanius collurio), ciocârlie de pădure (Lullula arborea), gaia neagră (Milvus migrans), gaia roșie (Milvus milvus), viespar (Pernis apivorus)
- amfibieni (1): Salamandrina terdigitata
- mamifere (2): lupul (Canis lupus), liliac cu aripi lungi (Miniopterus schreibersii)
- pești (3): Barbus tyberinus, cicar (Lampetra planeri), Telestes muticellus
- reptile (2): șarpele cu patru dungi (Elaphe quatuorlineata), țestoasă bănățeană (Testudo hermanni)

Pe lângă speciile protejate, pe teritoriul sitului au mai fost identificate 3 specii de plante, 4 specii de amfibieni, 5 specii de mamifere, 3 specii de reptile.